# Hiroyuki Sakashita
Hiroyuki Sakashita (坂下 博之, Sakashita Hiroyuki, Miura, 6 mei 1959) is een Japans voormalig voetballer die als verdediger speelde.

## Clubcarrière
In 1978 ging Sakashita naar de University of Tsukuba, waar hij in het schoolteam voetbalde. Nadat hij in 1982 afstudeerde, ging Sakashita spelen voor Fujita Industries. In 8 jaar speelde hij er 158 competitiewedstrijden en scoorde 5 goals. Hij tekende in 1990 bij Yomiuri. Met deze club werd hij in 1990/91 kampioen van Japan. Sakashita beëindigde zijn spelersloopbaan in 1991.

## Japans voetbalelftal
Hiroyuki Sakashita debuteerde in 1980 in het Japans nationaal elftal en speelde 1 interland.

## Statistieken
| Japans voetbalelftal | Japans voetbalelftal | Japans voetbalelftal |
| Jaar                 | Wed.                 | Dlp.                 |
| -------------------- | -------------------- | -------------------- |
| 1980                 | 1                    | 0                    |
| Totaal               | 1                    | 0                    |